# Xyphosia laticauda
Xyphosia laticauda är en tvåvingeart som först beskrevs av Johann Wilhelm Meigen 1826.  Xyphosia laticauda ingår i släktet Xyphosia och familjen borrflugor. Inga underarter finns listade i Catalogue of Life.